# ادیسون جیمز
ادیسون جیمز (انگلیسی: Edison James؛ زادهٔ ۱۸ اکتبر ۱۹۴۳) سیاستمدار اهل دومینیکا است. وی از ۱۴ ژوئن ۱۹۹۵ تا ۳ فوریه ۲۰۰۰ نخست‌وزیر این کشور بود.

## حرفه
در سال ۱۹۸۸ او در راس کمیته‌ای بود که حزب متحد کارگران را بنا نهاد، و او اولین رهبر سیاسی ان شد.